# 왕둥청
왕동성(중국어: 汪東城, 병음: Wāng Dōngchéng 왕둥청[*], 영어: Jiro Wang, 1981년 8월 24일 ~ )은 타이완 출생 중화민국의 배우 및 가수로, 페이룬하이의 일원이다.

## 영화
- 대폭격